# Nishi-ku (Fukuoka)
Nishi-ku (西区 Nishi-ku?) es uno de los siete barrios de la ciudad de Fukuoka, Japón. Hasta el 1 de agosto de 2011 tenía una población estimada de 194.925 habitantes y una densidad de 2,330 personas por metro cuadrado. La superficie total del barrio es de 83,83 km².